# Канхаяр
Канхаяр (на испански: Canjáyar) е населено място и община в Испания. Намира се в провинция Алмерия, в състава на автономната област Андалусия. Общината влиза в състава на района (комарка) Алпухара Алмериенсе. Заема площ от 67 km². Населението му е 1490 души (по данни от 2010 г.). Разстоянието до административния център на провинцията е 47 km.

## Демография
| 1996 | 1998 | 1999 | 2000 | 2001 | 2002 | 2003 | 2004 | 2005 | 2006 |
| ---- | ---- | ---- | ---- | ---- | ---- | ---- | ---- | ---- | ---- |
| 1783 | 1728 | 1694 | 1667 | 1656 | 1618 | 1582 | 1575 | 1573 | 1561 |